# 布吕库尔
布吕库尔（法語：Brucourt，法語發音：[bʁykuʁ] ⓘ）是法国卡尔瓦多斯省的一个市镇，位于该省北部偏东，属于利雪区。

## 地理
布吕库尔（49°14'45"N, 0°6'2"W）面积6.6 平方千米，位于法国诺曼底大区卡爾瓦多斯省，该省份为法国西北部沿海省份，北濒大西洋英吉利海峡，东北与滨海塞纳省以海上边界相接，东临厄尔省，南至奧恩省，西与芒什省接壤。
与布吕库尔接壤的市镇（或旧市镇、城区）包括：欧日地区克里克维尔、古斯特朗维尔、欧日地区佩里耶、瓦拉维尔。

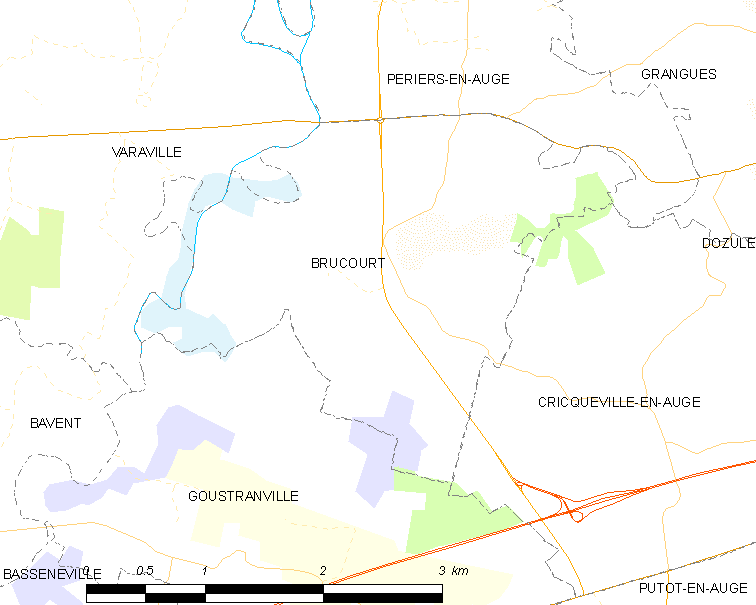
布吕库尔的OSM定位图

布吕库尔的时区为UTC+01:00、UTC+02:00（夏令时）。

## 行政
布吕库尔的邮政编码为14160，INSEE市镇编码为14110。

## 政治
布吕库尔所属的省级选区为卡堡县。

## 人口

1962-2008年间布吕库尔人口变化图示

布吕库尔于2022年1月1日时的人口数量为128人。